# Leonidas Nikitinas
Leonidas Nikitinas ist ein früherer litauischer Biathlet.
Leonidas Nikitinas war international weitestgehend nur 1995 aktiv. Seine ersten Einsätze hatte er in Antholz, im Rahmen der Biathlon-Weltmeisterschaften 1995. Dort wurde Nikitinas im Einzel eingesetzt und belegte den 82. Rang. Hinzu kam ein Einsatz mit Gintaras Jasinskas, Liutauras Barila und Ričardas Griaznovas in der Staffel, die den 21. Platz erreichte. Es war der letzte Einsatz einer litauischen Staffel bei Großereignissen seitdem. Nach der WM hatte der Litauer noch einen weiteren Einsatz in Lillehammer im Biathlon-Weltcup und erreichte in einem Einzel den 87. Platz. Seine Tochter Gabby Nikitinaite ist Basketballspielerin.

## Biathlon-Weltcup-Platzierungen
Die Tabelle zeigt alle Platzierungen (je nach Austragungsjahr einschließlich Olympische Spiele und Weltmeisterschaften).
- 1.–3. Platz: Anzahl der Podiumsplatzierungen
- Top 10: Anzahl der Platzierungen unter den ersten zehn (einschließlich Podium)
- Punkteränge: Anzahl der Platzierungen innerhalb der Punkteränge (einschließlich Podium und Top 10)
- Starts: Anzahl gelaufener Rennen in der jeweiligen Disziplin

| Platzierung | Einzel | Sprint | Verfolgung | Massenstart | Staffel | Gesamt |
| ----------- | ------ | ------ | ---------- | ----------- | ------- | ------ |
| 1. Platz    |        |        |            |             |         |        |
| 2. Platz    |        |        |            |             |         |        |
| 3. Platz    |        |        |            |             |         |        |
| Top 10      |        |        |            |             |         |        |
| Punkteränge |        |        |            |             | 1       | 1      |
| Starts      | 2      |        |            |             | 1       | 3      |